# Bahnhof Mannheim-Wallstadt
Der Bahnhof Mannheim-Wallstadt ist ein Bahnhof im Mannheimer Stadtteil Wallstadt. Er liegt an der Bahnstrecke Mannheim-Käfertal–Heddesheim der MVV Verkehr GmbH und besitzt zwei Bahnsteiggleise. In ihm befinden sich die Haltepunkte Wallstadt West, Wallstadt Bahnhof und Wallstadt Ost. Seit 1995 ist der Bahnhof ausschließlich Halt der Straßenbahn Mannheim/Ludwigshafen, 1995–2016 der Linie 4, seit 2016 der Linie 5A.

## Geschichte
Der Wallstadter Bahnhof wurde am 1. Mai 1909 eröffnet, als die Heddesheimer Strecke in Betrieb ging. Seit 1946 ist auch der Bahnhof elektrifiziert. Im Dezember 2012 wurde östlich der Überführung über die A6 eine Zwischen-Wendeschleife in Betrieb genommen.

## Empfangsgebäude
Das Empfangsgebäude des Bahnhofs steht heute noch und befindet sich in Privatbesitz. Seine Adresse lautet Am Wallstadter Bahnhof 7. Neben dem Hauptgebäude gibt es immer noch ein Nebengebäude, in welchem früher ein Kiosk untergebracht war, in dem man auch Fahrkarten erwerben konnte.

## Gleisanlagen
Der Bahnhof Mannheim-Wallstadt besitzt zwei Durchgangsgleise mit jeweils einem Außenbahnsteig. Auf Gleis 1 am Hausbahnsteig halten die Züge Richtung Heddesheim, auf Gleis 2 die Züge Richtung Mannheim. Im Zuge der Eingliederung der Strecke in die Mannheimer Straßenbahn wurden die beiden Bahnsteige komplett modernisiert und bieten seither einen barrierefreien Einstieg in die Straßenbahn-Triebwagen.

## Betrieb
Seit 2016 sind die Haltepunkte im Bahnhof Stationen der Linie 5A (Abendakademie – Hauptbahnhof – Nationaltheater – Käfertal – Heddesheim) der meterspurigen Straßenbahn Mannheim/Ludwigshafen, welche von der Rhein-Neckar-Verkehr (RNV) betrieben wird. Es wird ein 20-Minuten-Takt angeboten, welcher seit Dezember 2012 in den werktäglichen Hauptverkehrszeiten – seit Juni 2016 durch die Linie 15 – zu einem Zehn-Minuten-Takt verdichtet wird. Die Verdichterzüge enden verkehrlich am Haltepunkt Wallstadt Ost, da sich dahinter die Wendeschleife befindet.